# Gustaw Daniłowski
Gustaw Daniłowski, v matrice August Daniłowski, pseudonym Władysław Orwid (12. července 1872 Civilsk, Ruské impérium – 21. října 1927 Varšava) byl polský spisovatel, publicista, socialista a bojovník za nezávislost.

## Životopis
Narodil se v rodině Władysława Daniłowského (1841–1878) představitele polského národně-osvobozeneckého hnutí, který byl r. 1869 vyhnán z Lublinu do exilu v Civilsku (Kazaňská gubernie) a Julie roz. Cyrynóvna. Gustav měl bratra Jana. S manželkou Jadwigou roz. Żurakowskou měli dvě děti: Elżbietu Gliwiczovou a Władysława (1902–2000). Při křtu dostal jméno August na počest svého dědečka z otcovy strany. Augustovo jméno se objevilo na nepublikovaném díle: Zeszyt młodzieńczych wierszy 1881–1886 (Biblioteka Narodowa, rukopis č. 7224).
Vystudoval varšavské gymnázium. Studoval na Charkovském technickém institutu. Po absolvování institutu se přestěhoval do Polska. Jméno August si kolem roku 1893 změnil na Gustav.

### Aktivity
Gustav Daniłowski byl od roku 1895 členem Polskiej Partii Socjalistycznnej (PPS). Se Stefanem Żeromskim organizovali kulturní a vzdělávací spolek Światło a Uniwersytet Ludowy. V roce 1905 se Gustaw zúčastnil Ruské evoluce. Byl členem správní rady Towarzystwa Kultury Polskiej založené v roce 1906 v Kongresovém království Polska. 16. prosince 1906 byl zatčen ve Varšavě na konferenci PPS – Frakcji Rewolucyjnej. Po několika měsících byl propuštěn a odejel do Krakova. Zde zahájil aktivní literární a publicistickou činnost (publikoval mj. články v časopise Wityaz). Jako představitel PPS – Frakcji Rewolucyjnej působil ve Związku Walki Czynnej a v Komisji Tymczasowej Skonfederowanych Stronnictw Niepodległościowych. Zúčastnil se sjezdu v Zakopaném v srpnu 1912, na němž byl založen Polski Skarb Wojskowy.
Po vypuknutí války vstoupil do I. Brygady Legionów Polskich. V roce 1915 byl členem vedení Zjednoczenia Stronnictw Niepodległościowych jménem Związku Chłopskiego. V roce 1916 byl členem varšavské městské rady. Byl členem Centralnego Komitetu Narodowego ve Varšavě (červenec 1916–květen 1917) a od března 1917 členem Stronnictwa Niezawisłości Narodowej.
Gustav Daniłowski, po znovuzískání nezávislosti Polska, pracoval od prosince 1918 do prosince 1922 jako úředník pro zvláštní úkoly u vůdce polského státu Józefa Piłsudského. R. 1927 v důsledku kritiky a konfliktu s ním vystoupil z PPS. Téhož roku zemřel, pohřben byl na hřbitově Powązki ve Varšavě (oddíl 246-2-16).

### Tvorba
Danilowského díla se vyznačují romantickým vyzněním obrazů a zálibou v symbolice. V románech "Pociąg" (1899), "Z minionych dni" (1902), novele "Jaskółka" (1905) a povídkách (sbírka "Nego", 1900) se v alegorických obrazech snažil vyjádřit svou víru v historické poslání proletariátu jako spasitele lidstva, vytvářel obrazy revolučního mládí a ukazoval na boj mezi starým a novým světem.

### Řády a vyznamenání
- Kříž nezávislosti (posmrtně, 9. listopadu 1931)
- Důstojnický kříž Řádu Polonia Restituta (9. listopadu 1926)

## Důležitější díla
- Poezje, Warszawa 1902
- Jaskółka, Warszawa 1907 – wersja cyfrowa Polona
- Wrażenia więzienne, Lwów 1908
- Stefan Okrzeja, Kraków-Warszawa 1910
- Henryk Baron, Kraków-Warszawa 1910
- Maria Magdalena, Warszawa 1912
- Na stokach Cytadeli (Józef Mirecki), Warszawa 1916
- Bandyci z Polskiej Partii Socjalistycznej, Lwów 1924

## Česká vydání
- Vlašťovka: román – přeložil Václav Kredba. Praha: E. Beaufort, 1909
- Ze zašlých dnů: románové fragmenty – př. Václav Kredba. Praha: J. Otto, 1913
- Marie Magdaléna – př. V. Kredba. Praha: J. R. Vilímek, 1913–
- V lásce a boji – úvod František Sekanina; př. V. Kredba; in: 1000 nejkrásnějších novel... č. 75. Praha: J. R. Vilímek, 1914